# Rubrisciurus rubriventer
Rubrisciurus rubriventer is een zoogdier uit de familie van de eekhoorns (Sciuridae). De wetenschappelijke naam van de soort werd voor het eerst geldig gepubliceerd door Müller & Schlegel in 1844.

## Voorkomen
De soort komt voor op Sulawesi.